# 黑吻似無臂鰨
黑吻似無臂鰨為輻鰭魚綱鰈形目鰨亞目鰨科的其中一種，分布於亞洲柬埔寨、泰國至印尼淡水、半鹹水及海域，為熱帶魚類，體長可達8公分，棲息在底層水域，以底棲性無脊椎動物為食，生活習性不明。